# Gnathopogon taeniellus
Gnathopogon taeniellus är en fiskart som först beskrevs av Nichols 1925.  Gnathopogon taeniellus ingår i släktet Gnathopogon och familjen karpfiskar. IUCN kategoriserar arten globalt som otillräckligt studerad. Inga underarter finns listade i Catalogue of Life.